# حسن قزوینی

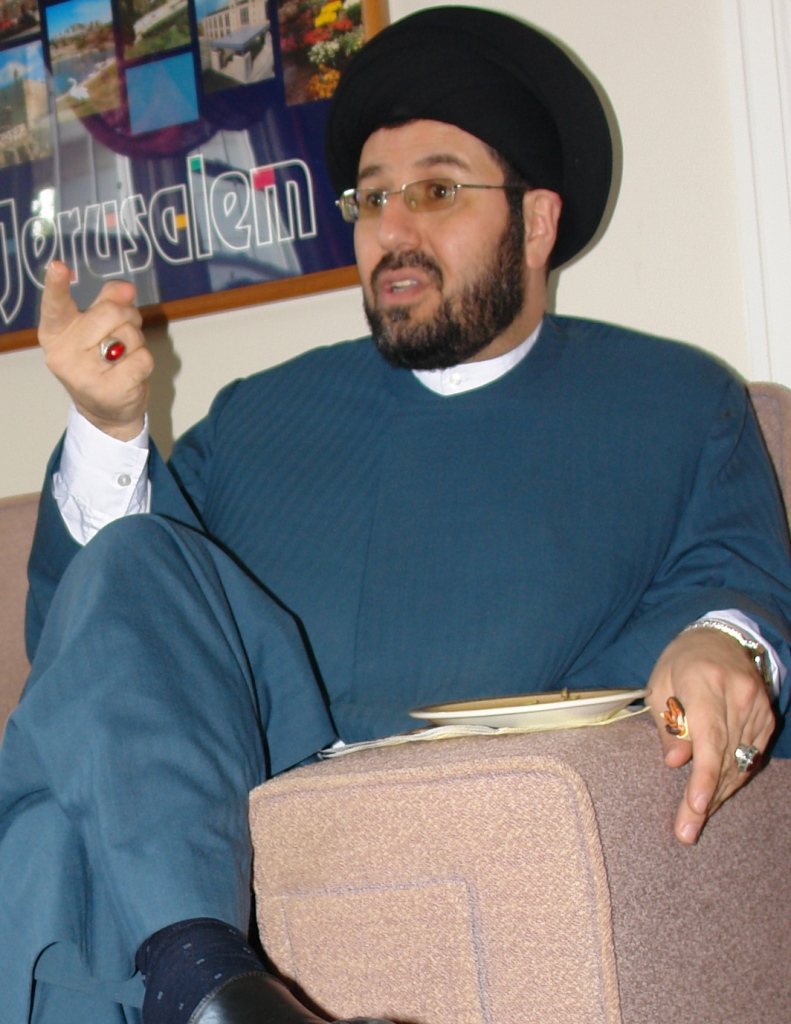

سید حسن قزوینی (زاده ۱۹۶۴ در کربلا)، امام جماعت مرکز اسلامی آمریکا واقع در دیربورن، بزرگترین مسجد آمریکای شمالی و یک روحانی شیعه دوازده امامی است. او داماد سید محمد شیرازی، یکی از مراجع شیعه است. حسن قزوینی در جوانی راه پدر خود مرتضی قزوینی را در رشته حوزوی ادامه داد و با شروع جنگ‌های عراق-کویت، وی به همراه خانواده در اوایل انقلاب ۱۳۵۷ وارد ایران شد و تحصیلات حوزوی خود را در حوزه علمیه قم، بزرگترین حوزه علمیه شیعیان جهان، به پایان رساند. وی اصالتاً از ترک‌ها قزوین‌ است.